# Marc Barbé
Pour les articles homonymes, voir Barbé.
Marc Barbé est un acteur et réalisateur français né le 6 mai 1961 à Nancy.

## Biographie
Fils d'enseignants, Marc Barbé passe une année en hypokhâgne puis choisit d'obtenir un CAP de menuiserie. « Je voulais un métier dans les mains. Et savoir que je pourrais le pratiquer, où que j'aille ». Il part pour deux mois aux États-Unis et y reste dix ans.
Il revient en France au début des années 1990 et devient traducteur de pièces de théâtre et de romans,.
Marc Barbé alterne ensuite le cinéma d'auteur et populaire : avec Philippe Grandrieux dans Sombre et La Vie nouvelle, Laetitia Masson dans Pourquoi (pas) le Brésil et Coupable, Olivier Dahan avec La Môme, Florent-Emilio Siri dans L'Ennemi intime et Cloclo, Jacques Rivette dans Ne touchez pas la hache, René Féret avec Nannerl, la sœur de Mozart et Madame Solario, Chantal Akerman dans La Folie Almayer,...

## Filmographie

### Acteur

#### Longs métrages
- 1992 : La Vie de bohème d'Aki Kaurismäki
- 1993 : En compagnie d'Antonin Artaud de Gérard Mordillat : Jacques Prevel
- 1996 : Le Cri de la soie de Yvon Marciano
- 1998 : Sombre de Philippe Grandrieux
- 1999 : Paddy de Gérard Mordillat
- 2001 : Trois huit de Philippe Le Guay
- 2002 : La Vie nouvelle de Philippe Grandrieux
- 2003 :
  - Marie et le Loup d'Ève Heinrich
  - Après la pluie, le beau temps de Nathalie Schmidt
- 2004 :
  - Ce qu'ils imaginent d'Anne Théron
  - Pourquoi (pas) le Brésil de Laetitia Masson
- 2005 :
  - Les Amants réguliers de Philippe Garrel
  - L'Annulaire de  Diane Bertrand
  - L'Intouchable de Benoît Jacquot
- 2006 :
  - Il sera une fois... de Sandrine Veysset
  - Rage de dents (Toothache) de Ian Simpson
  - Horezon de Pascale Bodet
- 2007 :
  - La Môme d'Olivier Dahan : Raymond Asso
  - L'Ennemi intime de Florent-Emilio Siri
  - Ne touchez pas la hache de Jacques Rivette
- 2008 :
  - Coupable de Laetitia Masson
  - Nuit de chien de Werner Schroeter
- 2009 :
  - Sommeil blanc de Jean-Paul Guyon
  - Gamines de Éléonore Faucher
  - Qu'un seul tienne et les autres suivront de Léa Fehner
- 2010 :
  - La Dame de trèfle de Jérôme Bonnell
  - Nannerl, la sœur de Mozart de René Féret
- 2011 : La Folie Almayer de Chantal Akerman
- 2012 :
  - Berlin Telegram de Leila Albayati
  - Cloclo de Florent-Emilio Siri
  - Madame Solario de René Féret
- 2013 :
  - Comme un lion de Samuel Collardey
  - Arrêtez-moi de Jean-Paul Lilienfeld
  - La Religieuse de Guillaume Nicloux
  - Le Prochain Film de René Féret
- 2015 :
  - Les Ogres de Léa Fehner
  - Un homme idéal de Yann Gozlan
  - Pension complète de Florent-Emilio Siri
- 2016 : Sept Jours (Sette Giorni) de Rolando Colla
- 2017 :
  - Petit Paysan de Hubert Charuel
  - Gauguin : Voyage de Tahiti de Édouard Deluc
  - Laissez bronzer les cadavres de Hélène Cattet et Bruno Forzani
- 2018 :
  - Eva de Benoît Jacquot
  - Frères ennemis de David Oelhoffen
- 2019 : Braquer Poitiers de Claude Schmitz
- 2020 : Goodbye mister Wong de Kiyé Simon Luang
- 2022 :
  - Le Temps des secrets de Christophe Barratier
  - De grandes espérances de Sylvain Desclous
- 2023 :
  - Les Trois Mousquetaires : D'Artagnan de Martin Bourboulon
  - Les Trois Mousquetaires : Milady de Martin Bourboulon
  - L'Autre Laurens de Claude Schmitz
- 2024 :
  - Les Poussières de Jean-Claude Taki
  - Michel Vay de Patricia Gélise et Nicolas Deschuyteneer
  - Ni chaînes ni maîtres de Simon Moutaïrou
  - Planète B d'Aude-Léa Rapin
  - Lads de Julien Menanteau

#### Courts métrages
- 1995 : Une femme dans l'ennui de Michel Couvelard
- 1997 : Joie de vivre de Camille Brottes
- 2003 :
  - Personne ici de Max Belmessieri
  - Angèle de Françoise Tourmen
  - Du bois pour l'hiver de Olivier Jahan
- 2004 : I don't care de Saïd Saadi
- 2005 : Avaler des couleuvres de Dominique Perrier
- 2006 :
  - Charell de Mikhaël Hers
  - L'Écluse de Olivier Ciechelski
- 2009 :
  - Enterrez nos chiens de Frédéric Serve
  - Maitre provisoire des illusions de Laure Atanasyan
- 2010 : A main nue  de Stéphane Demoustier et Guillaume Foresti
- 2011 : Experement 5ive de Igor Voloshin
- 2013 :
  - La Rue de Sami Boccara
  - Bottle Shop de Dorothée Perkins
  - Rachelle sur le rocher de Sandrine Gregor
- 2014 : Les Fleurs bleues de Guillaume Grélardon
- 2015 :
  - Mad de Laure Atanasyan
  - Le Mali en Afrique de Claude Schmitz (moyen-métrage)
- 2016 : Fox Terrier de Hubert Charuel

#### Télévision
- 1996 : Jeunesse sans dieu de Catherine Corsini
- 2001 : L'Apprentissage de la ville de Gérard Mordillat
- 2003 : Simon le juste de Gérard Mordillat
- 2008 : Flics écrit par Olivier Marchal et réalisé par Nicolas Cuche
- 2009 : Cet été-là écrit par Tiffany Tavernier et réalisé par Élisabeth Rappeneau
- 2009 : Un flic réalisé par Patrick Dewolf (épisode : ligne de fuite)
- 2010 : Les Vivants et les Morts de Gérard Mordillat (mini série)
- 2011 : Mission sacrée réalisé par Daniel Vigne
- 2012 : La Mer à l'aube de Volker Schlöndorff
- 2012 : Les Cinq parties du monde de Gérard Mordillat
- 2013 : Tunnel (série internationale)
- 2013 - 2014 : Crossing Lines (série internationale)
- 2014 : Boulevard du Palais réalisé par Christian Bonnet, saison 16
- 2016 : Section zéro d'Olivier Marchal (série)
- 2017 :
  - Les Sirènes de Levanzo (Sept Jours) de Rolando Colla
  - Engrenages, saison 6, réalisé par Frédéric Mermoud
- 2018 :
  - Capitaine Marleau, épisode Les Roseaux noirs de Josée Dayan
  - Mélancolie ouvrière de Gérard Mordillat
- 2021 : Paris Police 1900,  réalisation Julien Despaux et Frédéric Balekdjian (série, saison 1).
- 2022: Paris Police 1905, réalisation Julien Despaux et Frédéric Balekdjian (série, saison 2).

### Réalisateur
- 2005 : La Serre de glace (fiction 16 mm coul., 45 min), scénario, réalisation. Prod. Les Films en Hiver.
- 2007 : À une enfant qui danse dans le vent (fiction 35 mm coul., 43 min), scénario, réalisation. Prod. La Vie est Belle, France 2.
- 2011 : Oui, Monsieur (fiction 35 mm coul., 12 min), scénario, réalisation. Prod. Ama Productions, France 2.

## Théâtre
- 1996 :
  - Le masque de Robespierre, de Gilles Aillaud, m.e.s. Jean Jourdheuil, Théâtre national de Strasbourg, Théâtre Nanterre-Amandiers
  - Les fils de l'amertume, de Slimane Benaïssa, m.e.s. Jean-Louis Hourdin et Slimane Benaïssa, MC93 Bobigny, Festival d'Avignon
- 1998 : Chantier (farces du Moyen Âge, Dario Fo, Valère Novarina), m.e.s. Jean-Louis Hourdin, Maison de la Culture d’Amiens
- 1999 : L'avenir oublié, de et m.e.s. Slimane Benaïssa, MC93 Bobigny
- 2003 : Im Spiegel wohnen [7] (d'après Bildbeschreibung de Heiner Müller), m.e.s. Jean Jourdheuil, scénographie Mark Lammert, Forum Neues Musiktheater[8], Stuttgart
- 2004 :
  - Liliom[9], de Ferenc Molnár, m.e.s. Alexis Moati [10] et Stratis Vouyoucas, Gyptis de Marseille
  - Choses dites, choses vues[11] (textes de Michel Foucault), m.e.s. Jean Jourdheuil, scénographie Mark Lammert, Festival d'automne à Paris
- 2009 : Philoctète, de Heiner Müller, m.e.s. Jean Jourdheuil, scénographie Mark Lammert, Théâtre de la Ville, Théâtre Vidy-Lausanne, Théâtre national de Strasbourg
- 2013 : Melanie Daniels, de Claude Schmitz, Kunstenfestivaldesarts, Théâtre de la Balsamine, Bruxelles
- 2014 : Les béatitudes de l'amour, de Claude Schmitz, Théâtre de la Balsamine, Bruxelles
- 2016 : Darius, Stan et Gabriel contre le monde méchant, de Claude Schmitz, Halles de Schaerbeek, Bruxelles
- 2020 : Un royaume, de Claude Schmitz, Théâtre de Liège
- 2024 : Le Garage inventé, de Claude Schmitz, Théâtre de Liège.
- 2025 : Bérénice de Jean Racine, m.e.s. Jean-René Lemoine, Maison de la culture d'Amiens, Théâtre National de Bretagne.

## Radio
- 2016 : Les Hirondelles de Kaboul de Yasmina Khadra. Adaptation Pauline Ziadé. Réalisation Laure Egeroff. Fictions France Culture
- 2016 : De guerre en fils, feuilleton documentaire de François Pérache sur Arte radio[12]
- 2016-2017 : Voix de garage de Marc Gibaja et Mathilde Mélèse. Réalisation Cédric Aussir. Fictions/La vie moderne France Culture (10 épisodes)[13]
- 2018 :
  - L'appel des abysses de Cyril Legrais et Juliette Rose. Réalisation Baptiste Guiton. Fictions/science fiction France Culture (5 épisodes)[14]
  - Retour à Killybegs de Sorj Chalandon. Adaptation et réalisation Pascal Deux. Fictions/Le feuilleton France Culture (10 épisodes)[15]
- 2019 : Les Grandes Espérances de Charles Dickens. Adaptation Sylvie Granotier, réalisation Juliette Heymann. Fictions/Le feuilleton France Culture (10 épisodes)[16]
- 2022 :
  - De l'autre côté de l'enfer, fiction de Pascal Deux pour l'émission Fictions/Samedi soir sur France Culture[17]
  - 57, rue de Varenne de François Pérache, saison 6, sur France Culture[18]

## Distinctions
- Festival Jean Carmet 2022 : Prix du public du meilleur second rôle masculin pour De Grandes espérances [19]